# Léconi-Djoué
Léconi-Djoué é um departamento da província de Haut-Ogooué, no Gabão.